# ملجأ التنانين
ملجأ التنانين هي رواية فانتازيا كتبها روبن مكينلي، ونشرت بواسطة دار بنغون غروب للنشر سنة 2007.

## ملخص القصة
تدور أحداث القصة في منتزه سموكهيل الوطني، وهو محمية طبيعية تهدف إلى حماية ودراسة التنانين. التنانين كائنات مراوغة؛ يمكن العثور على أدلة على وجودها في كل مكان، لكنها نفسها تبقى مختبئة. يخرج الشاب جيك مندوزا، الذي يعيش مع والده مالك ومدير المحمية، في أول ليلة يقضيها بمفرده خارج المنزل، ليصادف تنينًا مصابًا بجروح قاتلة. كان التنين قد أصيب بسبب صائد متسلل اخترق حماية المحمية.
حقيقة أن أحد التنانين قد قتل إنسانًا، حتى لو كان صائدًا متسللًا، ستجعل حياة منتزه سموكهيل الوطني أكثر تعقيدًا، خاصةً في ظل المناخ السياسي الصعب بسبب الجدل القائم حول إبقاء التنانين على قيد الحياة. لكن ما يزيد الأمور تعقيدًا بالنسبة لجيك هو اكتشافه أن التنين المصاب كان أنثى، وأن أحد صغارها لا يزال على قيد الحياة. ورغم أن إنقاذ حياة التنين يعتبر أمرًا غير قانوني، إلا أن جيك، بعد اكتشافه للتنين الصغير، لا يستطيع تركه ليموت. فيأخذه إلى المنزل ويقوم بتربيته.
ومع ذلك، يثير هذا جدلًا كبيرًا. عائلة الصائد الميت تطالب بقتل التنانين في ملجأ التنانين. يسعى جيك وبقية حراس المحمية جاهدين لإقناع المعارضين لحماية التنانين بأن هذه الكائنات مسالمة وودية حقًا.
الجزء الأكبر من القصة يدور حول تطور علاقة جيك مع التنين الصغير وباقي التنانين، وكل المسؤوليات المصاحبة للعناية بحيوان بري يتيم، بالإضافة إلى نضوج جيك من طفل إلى شاب بالغ. الرواية مكتوبة في البداية بأسلوب طفولي، لكن أسلوب الكتابة الخاص بجيك ينضج تدريجيًا مع نضوجه الشخصي.
في النهاية، يتم إنقاذ ملجأ التنانين على يد جيك وأصدقائه من التنانين، بينما يتعلمون تدريجيًا كيف يمكن للنوعين التواصل مع بعضهما عبر العقل، وفي هذه العملية يثبتون أن التنانين ذكية بقدر البشر وترغب في العيش بسلام معهم.

## الشخصيات
- جيك مندوزا: الشخصية الرئيسية.
- لويس: التنين الصغير الذي يعثر عليه جيك.
- مارثا: صديقة جيك وسيتزوجها لاحقًا.
- إلينور: أخت مارثا الصغرى.
- بيلي: رئيس الحراس في منتزه سموكهيل الوطني.
- فرانك مندوزا: المسؤول الأعلى في منتزه سموكهيل، ويدير المحمية كلها وهو يكون والد جيك.
- إريك: عدو جيك في ملجأ التنانين، لا يحب جيك لأسباب غير معروفة.
- سنارك: كلب جيك المتوفى.
- باد وجولب: تنينان يصبحان أصدقاء لجيك بفضل لويس.
- غريس: زوجة بيلي.
- كاتي: والدة مارثا وإلينور.
- الصائد: الشرير الذي قتل والدة لويس.

## ردود الفعل
تلقت رواية ملجأ التنانين تقييمات مميزة من كل من مراجعات كيركس وبابليشرز ويكلي، حيث أشادت المراجعات بأسلوب السرد والمحتوى الفانتازي للرواية.
وصفت مراجعات كيركس الرواية بأنها قصة فانتازيا عن التنانين حادة الذكاء، ذكية على نحو جامح، تنطوي على طبقات عميقة من العلم والمجتمع، والحب والفقدان، والطبيعة والرعاية. بينما وصفتها بابليشرز ويكلي بأنها رواية كبيرة وطموحة. وأشارت المجلة إلى أن ماكنلي تنقل عالمها المتخيَّل بقوة تجعل القراء يتمنون لو تمكنوا من حجز عطلتهم القادمة في سموكهيل. وكانت ملاحظتهم النقدية الوحيدة أن لأن جيك يروي القصة كسيرة ذاتية، فإن بعض اللحظات الذروية تُروى من مسافة عاطفية. غير أن مراجعات كيركس لم تتفق مع هذا النقد، مشيرةً إلى أن السرد المكثف لجيك ينفذ بعمق إلى العاطفة وعلم الأحياء واللغة، وإلى العلاقة المعقدة من الحب والكراهية بين العلم والإنسانية.
كتبت جينيفر ماتسون من بوكليست أن ماكنلي تقدّم فرضية مشوقة، وتعرض متطلبات ومكافآت دور جيك كأبٍ بديل بوضوح خاص.
ناقشت كل من ماتسون وجيسيكا مودي من مجلة سكول لايبراري جورنال القضايا المتعلقة بتطور الحبكة. لاحظت ماتسون أن خطوط الحبكة الرئيسية غالبًا ما تبدو ضائعة في تشابك الاستطرادات في سرد جيك بتدفق وعيه، بينما اعتبرت مودي أن الرواية تتميز بـ إيقاع نسبيًا بطيء.
استنتجت مودي أن “نواه غالڤين يضفي حيوية على هذه القصة الفريدة بأسلوبه السردي التعبيري وتعدد الأصوات التي يستخدمها.